# Martín Abad
Martín Abad Bartolomé (Quintanar de la Sierra, Burgos, España, 6 de octubre de 1954-Barcelona, España, 30 de diciembre de 2000) fue un futbolista español que se desempeñaba como delantero.

## Clubes
| Club              | País   | Año       |
| ----------------- | ------ | --------- |
| U. E. Sant Andreu | España | 1974-1976 |
| R. C. D. Español  | España | 1977-1979 |
| Real Murcia C. F. | España | 1979-1983 |
| C. D. Tenerife    | España | 1983-1985 |